# A Good Girl's Guide to Murder
A Good Girl's Guide to Murder (Asesinato para principiantes en español) es una serie de televisión británica basada en la novela de Holly Jackson del mismo nombre, adaptada por Poppy Cogan, dirigida por Dolly Wells y desarrollada por Moonage Pictures para BBC Three. La primera serie del programa consta de seis episodios de 45 minutos que cubren los eventos del primer libro. Si se renueva la serie, la serie posterior planea cubrir los otros dos libros. Sin embargo, la productora ejecutiva Frith Tiplady también hizo hincapié en que la primera serie tiene un final real.
El 23 de marzo de 2024, Holly Jackson compartió un pequeño clip del programa con julio de 2024 como fecha de lanzamiento en  Reino Unido. El lanzamiento internacional de Netflix fue el 1 de agosto de 2024.

## Sinopsis
Sal Singh mató a su novia, Andie Bell, hace 5 años y luego se suicidó con unos somníferos de su padre. Todo el mundo cree en esa historia, excepto Pippa «Pip» Fitz-Amobi (Emma Myers), una chica de 17 años de edad que no esta totalmente segura, ya que cuando ella lo conocía era un chico muy amable y tranquilo y, además, no se ha encontrado el cadáver de Andie Bell y muchas pruebas del caso no encajan. Pip decide investigar el caso por su cuenta para su EPQ (trabajo de fin de curso para entrar en las universidades del Reino Unido), al cual se une Ravi Singh (Zain Iqbal), exhermano de Sal, y empiezan a descubrir pruebas y destapar coartadas, intentando así descubrir la inocencia de Sal y destapar al asesino de Andie Bell.

## Reparto

### Principales
- Emma Myers como Pippa «Pip» Fitz-Amobi
  - Kitty Anderson como Pip de joven
- Zain Iqbal como Ravi Singh
- Asha Banks como Cara Ward
- Raiko Gohara como Zach Chen
- Jude Morgan-Collie como Connor Reynolds
- Yali Topol Margalith como Lauren Gibson
- Yasmin Al-Khudhairi como Naomi Ward
- Henry Ashton como Max Hastings
- Carla Woodcock como Becca Bell
- Mathew Baynton como Elliot Ward
- Gary Beadle como Victor Amobi
- Anna Maxwell Martin como Leanne Amobi

### Recurrentes
- India Lillie Davies como Andie Bell
- Rahul Pattni como Sal Singh
- Jackson Bews como Daniel Da Silva
- Kamari Loyd como Josh Amobi
- Matt Chambers como Jason Bell
- Annabel Mullion como Rosie Hastings
- Adam Astill como Toby Hastings
- Orla Hill como Ruby Foxcroft
- Matthew Khan como Dylan
- Oliver Wickham como Jesse Walker
- Georgia Lock como Isla Jordan

### Invitados
- Georgia Arron como Emma Hutton
- Jessica Webber como Nat Da Silva
- Thomas Gray como Howie Bowers
- Ephraim O.P. Sampson como Jake Lawrence

## Episodios
| N.º en serie | N.º en temp. | Título      | Dirigido por | Escrito por                  | Fecha de emisión original |
| ------------ | ------------ | ----------- | ------------ | ---------------------------- | ------------------------- |
| 1            | 1            | «Episode 1» | Dolly Wells  | Poppy Cogan                  | 1 de julio de 2024        |
| 2            | 2            | «Episode 2» | Dolly Wells  | Poppy Cogan                  | 1 de julio de 2024        |
| 3            | 3            | «Episode 3» | Dolls Wells  | Ruby Thomas                  | 1 de julio de 2024        |
| 4            | 4            | «Episode 4» | Tom Vaughan  | Zia Ahmed y Poppy Cogan      | 1 de julio de 2024        |
| 5            | 5            | «Episode 5» | Tom Vaughan  | Poppy Cogan y Ajoke Ibironke | 1 de julio de 2024        |
| 6            | 6            | «Episode 6» | Tom Vaughan  | Poppy Cogan                  | 1 de julio de 2024        |

## Producción
En septiembre de 2022, la serie fue anunciada para ser una adaptación televisiva de la BBC Three de la novela de Holly Jackson A Good Girl's Guide to Murder, producida por Moonage Pictures. Dolly Wells dirigirá el proyecto a partir de un guion de Poppy Cogan, junto a Zia Ahmed, Ajoke Ibironke y Ruby Thomas. Está producido por Florence Walker, y los productores ejecutivos incluyen a Matthew Read, Matthew Bouch y Frith Tiplady para Moonage Pictures, y Lucy Richer y Danielle Scott-Haughton para la BBC, junto con Wells, Holly Jackson y Cogan.

### Casting
En junio de 2023, la producción comenzó con los actores Emma Myers y Zain Iqbal en los papeles principales como Pip y Ravi, respectivamente.

### Filmación
El rodaje tuvo lugar alrededor de Bristol y Somerset. Las ubicaciones incluyen las cuevas de Redcliffe, el aparcamiento del ferrocarril del valle de Avon,Redland,Escuela Secundaria Redmaids, Westbury en Trym, y Axbridge. El rodaje tuvo lugar entre julio de 2023 y septiembre de 2023.

## Lanzamiento
La serie se estrenó el 1 de julio de 2024 en la BBC iPlayer en Reino Unidoy en Irlanda, Stan en Australia, y ThreeNow en Nueva Zelanda. Una transmisión terrestre en la BBC Three comenzó el 10 de julio de 2024, con dos episodios que se emiten por semana. El programa se estrenó en Alemania el 30 de agosto de 2024 en el servicio de streaming ZDFmediathek, mientras que ZDFneo emitió dos episodios por semana a partir del 8 de septiembre de 2024. El 22 de abril de 2024, Netflix anunció que la serie se estrenaría en su catálogo el 1 de agosto de 2024.

## Recepción
En el sitio web de agregador de reseñas Rotten Tomatoes, la serie tiene una calificación de aprobación del 86 % basada en 12 reseñas, con una calificación promedio de 6,0 sobre 10.Metacritic calculó un promedio ponderado de 66 sobre 100 basado en 15 críticos, lo que indica reseñas «generalmente favorables».